# まつもと剛志
まつもと 剛志（まつもと たけし）は、日本の漫画家。4コマ漫画などを執筆。2003年、『ロボ山さんGo Fight!』でデビュー。
『ヤングアニマル嵐』（白泉社）にて2003年Vol.16から2009年No.6まで『まじかるストロベリィ』を連載。『ヤングアニマル』2004年No.19から2009年No.12まで同作品を本誌にも連載した。
『ヤングアニマル』2009年No.24から2012年No.10まで次作『キミとおやすみ』を連載している。
2010年より他社でも執筆を開始。『まんがタイムスペシャル』（芳文社）において、『野菜畑でつかまえて』が2010年8月号より10月号までパイロット版掲載された後、同年12月号より連載。
『まじかるストロベリィ』1巻の後書きによると、文月晃のアシスタントを経験している。

## 作品リスト

### 連載中
- FINAL FANTASY BRAVE EXVIUS リコドキッ！(マンガUP! 2017年9月20日 - 連載中)

### 連載終了
- まじかるストロベリィ
- ロボ山さんGo Fight!
  - 単行本（2013年7月5日発行（2013年6月28日発売）） ISBN 978-4-592-14016-0
- 野菜畑でつかまえて
- キミとおやすみ
- かっぱのおいちゃん（事実上の休載中）
- しんにち!（協力：新日本プロレス）
  - 単行本（全2巻）

  1. 2015年8月5日発行（2015年7月29日発売） ISBN 978-4-592-14047-4
  2. 2016年8月5日発行（2016年7月29日発売） ISBN 978-4-592-14048-1
- FINAL FANTASY ぶれいぶ えくすう゛ぃあす‼︎リコのドキ×2 DAYS